# Vulcanite
La vulcanite è un minerale a base di tellurio e rame.
Il minerale prende il nome dal fatto che è stato trovato in una miniera presso Vulcan, nel Gunnison County (Colorado).

## Abito cristallino
Massivo, granulare, tabulare.

## Origine e giacitura
Il minerale si trova insieme ad altri telluriti.

## Forma in cui si presenta in natura
A volte i cristalli sono geminati.

## Caratteristiche chimico-fisiche
- Peso molecolare: 191,15 grammomolecole[1]
- Composizione chimica[1]:
  - Rame: 33.24 %
  - Tellurio: 66.76%
- Indice densità di elettroni=6.01 g/cm³[1]
- Indici quantici[1]:
  - fermioni = 0.05
  - bosoni = 0.95
- Indici di fotoelettricità[1]:
  - PE=258.05 barn/elettrone
  - ρ=1,550.58 barn/cm³
- Indice di radioattività: GRapi = 0 (Il minerale non è radioattivo)[1]